# Naso reticulatus
Naso reticulatus là một loài cá biển thuộc chi Naso trong họ Cá đuôi gai. Loài cá này được mô tả lần đầu tiên vào năm 2001.

## Từ nguyên
Từ định danh của loài cá này, reticulatus, trong tiếng Latinh có nghĩa là "có dạng lưới", ám chỉ các vệt đốm xếp thành hoa văn hình lưới trên đầu và thân của chúng.

## Phạm vi phân bố và môi trường sống
N. reticulatus có phạm vi phân bố tương đối phổ biến ở vùng biển Ấn Độ Dương - Thái Bình Dương. Loài cá này ban đầu được tìm thấy tại phía tây nam đảo Sumatra (Indonesia) và phía nam đảo Đài Loan, sau đó được ghi nhận thêm ở ngoài khơi thành phố Dumaguete, Philippines.
Tại Ấn Độ, N. reticulatus lần đầu tiên được ghi nhận ở ngoài khơi thành phố Digha, bang Tây Bengal vào năm 2013; từ năm 2016 đến 2017, 10 mẫu vật của loài này đã được thu thập dọc theo bờ biển Ấn Độ, bao gồm cả bờ biển phía đông (tại Andhra Pradesh và Tamil Nadu) và phía tây (tại Kerala và Gujarat). N. reticulatus cũng được báo cáo là đã xuất hiện nhiều lần ở vùng biển ngoài khơi Pakistan, nhưng chỉ có 2 mẫu vật của loài này là được thu thập để tiến hành khảo sát (được thu thập vào năm 2009 và 2013). Ở Úc, N. reticulatus đã được thu thập ở ngoài khơi bang Tây Úc.

## Mô tả

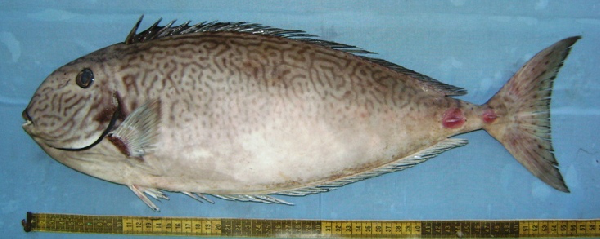
Mẫu vật đánh bắt ngoài khơi Pakistan (dài 57 cm, cùng một cá thể với hình trong infobox)

Chiều dài cơ thể tối đa được ghi nhận ở N. reticulatus là 57 cm. Cơ thể hình bầu dục thuôn dài, có màu nâu xám nhạt đến màu nâu lục nhạt, phần bụng gần như là màu trắng. Đầu và thân trên chằng chịt những vệt đốm màu nâu sẫm, có khi nối lại thành những đường sọc ngắn. Các gai và tia vây lưng màu nâu, có màng đen; gai và tia vây hậu môn màu xám nhạt với màng vây đen ở rìa. Các tia vây ngực màu xám nhạt; các tia vây bụng màu trắng, màng vây màu xám. Đuôi có màu nâu xám sẫm, hình cánh nhạn, có nhiều đốm nâu.
N. reticulatus không có sừng trước trán, thay vào đó là một bướu lồi ở trên mõm (phía trên môi trên). Có 2 phiến xương nhọn chĩa ra ở mỗi bên cuống đuôi, tạo thành ngạnh sắc.
Số gai ở vây lưng: 5; Số tia vây ở vây lưng: 29; Số gai ở vây hậu môn: 2; Số tia vây ở vây hậu môn: 28; Số tia vây ở vây ngực: 17; Số gai ở vây bụng: 1; Số tia vây ở vây bụng: 3.

### Trích dẫn
- John E. Randall (2001). “Naso reticulatus, a New Unicornfish (Perciformes: Acanthuridae) from Taiwan and Indonesia, with a Key to the Species of Naso” (PDF). Zoological Studies. 40 (2): 170–176. Bản gốc (PDF) lưu trữ ngày 5 tháng 8 năm 2019. Truy cập ngày 3 tháng 4 năm 2019.